# Johanna Nurmimaa
Johanna Nurmimaa (Helsinki, 11 maggio 1962) è un'attrice, cantante e doppiatrice finlandese, nota per il ruolo di Paula Sievinen nella soap opera Salatut elämät.

## Biografia
Sposata, ha due figli, Joona and Juuli. Ha più volte recitato in opere teatrali, dimostrando invece le sue ottime qualità vocali nell'opera, specialmente in ruoli da soubrette o da soprano lirico. Tra le sue interpretazioni più famose ricordiamo quella di Susanna ne Le nozze di Figaro o quello di Despina in Così fan tutte oltre che quello di Papagena e Papageno ne Il flauto magico.
Ha prestato la sua voce per la maggior parte dei film d'animazione Disney nella sua lingua, tra i quali Biancaneve e i sette nani (1937), Pinocchio (1940), La bella addormentata nel bosco (1959), Le avventure di Bianca e Bernie (1977) e La sirenetta (1989). Per quest'ultimo film, ha prestato la voce alla principessa Ariel nelle versioni in lingua finlandese ed estone. Non riprese il doppiaggio della sirena nel sequel La sirenetta II - Ritorno agli abissi (2000); false si sono rivelate inoltre le dicerie che la volevano di ritorno al ruolo con il film La sirenetta: Quando tutto ebbe inizio (2008). Probabilmente all'origine di ciò ci sono stati problemi tecnici: la sua voce da soprano è stata infatti giudicata inadatta per una sirena come Ariel (che nel film ha sedici anni).
Dieci anni dopo il suo doppiaggio, infatti, è stata realizzata una nuova versione in lingua finlandese del film La sirenetta: la parte della Nurminaa è stata assegnata alla più giovane Nina Tapio.